# Vicariato apostólico de Aysén
El vicariato apostólico de Aysén (en latín: Vicariatus Apostolicus Aysenensis) es una circunscripción eclesiástica de la Iglesia católica en Chile. Se trata de un vicariato apostólico latino, sufragáneo de la arquidiócesis de Puerto Montt. Desde el 30 de agosto de 1999 el vicario apostólico es el obispo Luigi Infanti della Mora, de la Orden de los Servitas.

## Territorio y organización
El vicariato apostólico tiene 109 865 km² y extiende su jurisdicción sobre los fieles católicos de rito latino residentes en la región de Aysén del General Carlos Ibáñez del Campo, con excepción del archipiélago de las Guaitecas (parroquia San Pedro de Melinka), que pertenece a la diócesis de San Carlos de Ancud.
La sede del vicariato apostólico se encuentra en la ciudad de Coyhaique, en donde se halla la Concatedral de Nuestra Señora de los Dolores. En Puerto Aysén se encuentra la Catedral de Santa Teresa del Niño Jesús.
En 2020 en el vicariato apostólico existían 5 parroquias, que a través de capillas hacen presencia en los diferentes centros poblados de la región.
Los nombres de las parroquias son los siguientes:
- Santa Teresita de Puerto Aysén, que abarca la comuna de Aysén.
- Nuestra Señora de los Dolores de Coyhaique, que abarca a esa comuna y la de Río Ibáñez.
- Nuestra Señora del Carmen de Chile Chico, que abarca solo a la comuna homónima.
- Estrella del Mar de Puerto Aguirre, que abarca todo el territorio de ese poblado y de sus islas circundantes.
- San José Obrero de Cochrane, que abarca toda la Provincia Capitán Prat.
- Nuestra Señora del Trabajo de Puerto Cisnes, que abarca toda la zona norte de la Región, e incluye las comunas de Cisnes y Lago Verde.

## Historia
Inicialmente, los fieles de la zona de Aysén eran atendidos esporádicamente por misioneros procedentes de Chiloé, donde existían jesuitas en la época colonial y franciscanos y de otras órdenes en el período republicano.
La prefectura apostólica de Aysén fue erigida el 17 de febrero de 1940 con la bula Alteris Nostris del papa Pío XII, obteniendo el territorio de la diócesis de San Carlos de Ancud. La nueva circunscripción eclesiástica fue confiada a los Siervos de María de la provincia Lombardo-Venecia. Su primer obispo fue Antonio Michelato.
El 8 de mayo de 1955 la prefectura apostólica fue elevada a vicariato apostólico con la bula In amplitudinem del papa Pío XII.
El 10 de mayo de 1963 pasó a formar parte de la provincia eclesiástica de la arquidiócesis de Puerto Montt mediante la bula Apostolicae Sedis del papa Juan XXIII.
El 1 de junio de 1970 el vicariato cedió el archipiélago de las Guaitecas y la provincia de Palena a la diócesis de San Carlos de Ancud mediante el decreto Concrediti gregis de la Congregación para los Obispos.
En 1978 la sede del vicariato fue trasladada de Puerto Aysén a Coyhaique, en consideración a las mayores necesidades pastorales en esta última ciudad.
En 2000 la diócesis de San Carlos de Ancud entregó al vicariato apostólico los dos núcleos habitados de Raúl Marín Balmaceda y Puerto Gala, los cuales quedaron agregados a la parroquia de Puerto Cisnes.

## Estadísticas
Según el Anuario Pontificio 2021 el vicariato apostólico tenía a fines de 2020 un total de 69 370 fieles bautizados.
| Año                                                                             | Población            | Población | Población      | Sacerdotes | Sacerdotes    | Sacerdotes    | Bautizados por sacerdote | Diáconos permanentes | Religiosos | Religiosos | Parroquias |
| Año                                                                             | Bautizados católicos | Total     | % de católicos | Total      | Clero secular | Clero regular | Bautizados por sacerdote | Diáconos permanentes | Varones    | Mujeres    | Parroquias |
| ------------------------------------------------------------------------------- | -------------------- | --------- | -------------- | ---------- | ------------- | ------------- | ------------------------ | -------------------- | ---------- | ---------- | ---------- |
| 1949                                                                            | 26 850               | 28 600    | 93.9           | 10         | 1             | 9             | 2685                     |                      | 11         | 6          | 3          |
| 1966                                                                            | 54 000               | ?         | ?              | 17         | 1             | 16            | 3176                     |                      | 18         | 22         | 7          |
| 1970                                                                            | 55 000               | 60 000    | 91.7           | 17         | 2             | 15            | 3235                     |                      | 18         | 45         | 5          |
| 1976                                                                            | 57 000               |           |                | 22         | 1             | 21            | 2590                     | 2                    | 26         | 30         | 6          |
| 1980                                                                            | 62 228               | 65 213    | 95.4           | 19         | 1             | 18            | 3275                     | 2                    | 25         | 37         | 6          |
| 1990                                                                            | 73 000               | 77 000    | 94.8           | 18         | 2             | 16            | 4055                     | 2                    | 21         | 30         | 6          |
| 1999                                                                            | 83 000               | 93 000    | 89.2           | 12         | 3             | 9             | 6916                     | 2                    | 11         | 26         | 6          |
| 2000                                                                            | 85 000               | 95 000    | 89.5           | 13         | 3             | 10            | 6538                     | 2                    | 11         | 25         | 6          |
| 2001                                                                            | 87 000               | 97 000    | 89.7           | 13         | 5             | 8             | 6692                     | 3                    | 9          | 24         | 6          |
| 2002                                                                            | 88 000               | 98 000    | 89.8           | 14         | 6             | 8             | 6285                     | 4                    | 11         | 29         | 6          |
| 2003                                                                            | 66 250               | 90 000    | 73.6           | 15         | 7             | 8             | 4416                     | 4                    | 12         | 27         | 6          |
| 2004                                                                            | 71 898               | 90 300    | 79.6           | 16         | 6             | 10            | 4493                     | 4                    | 12         | 26         | 6          |
| 2010                                                                            | 76 000               | 97 000    | 78.4           | 14         | 6             | 8             | 5428                     | 6                    | 9          | 20         | 6          |
| 2014                                                                            | 68 000               | 100 000   | 68.0           | 16         | 8             | 8             | 4250                     | 9                    | 8          | 22         | 6          |
| 2017                                                                            | 70 195               | 105 120   | 66.8           | 13         | 6             | 7             | 5399                     | 8                    | 7          | 22         | 6          |
| 2020                                                                            | 69 370               | 104 000   | 66.7           | 10         | 4             | 6             | 6937                     | 7                    | 6          | 18         | 5          |
| Fuente: Catholic-Hierarchy, que a su vez toma los datos del Anuario Pontificio. |                      |           |                |            |               |               |                          |                      |            |            |            |

## Episcopologio
| Nombre                                           | Período                                                                         |
| ------------------------------------------------ | ------------------------------------------------------------------------------- |
| Antonio María Michelato Danese, O.S.M. †         | 5 de abril de 1940-septiembre de 1958 renunció                                  |
| César Gerardo María Vielmo Guerra, O.S.M. †      | 19 de diciembre de 1959-16 de junio de 1963 falleció                            |
| Savino Bernardo Maria Cazzaro Bertollo, O.S.M. † | 10 de diciembre de 1963-8 de febrero de 1988 nombrado arzobispo de Puerto Montt |
| Aldo Maria Lazzarin Stella, O.S.M. †             | 15 de mayo de 1989-19 de enero de 1998 renunció                                 |
| Luigi Infanti della Mora, O.S.M.                 | Desde el 30 de agosto de 1999                                                   |